# テイスト・オブ・ハニー (バンド)
テイスト・オブ・ハニー（A Taste of Honey）は、アメリカ合衆国のバンドである。「今夜はブギ・ウギ・ウギ」や「SUKIYAKI」（上を向いて歩こう）のカバーの大ヒットで知られる。

## 来歴

### 創成
1971年、ロサンゼルスの地方バンド「Exit」でベースを担当していたペリー・キブルは、バンドの解散を機に、同じくロサンゼルスで活動していた「サウンドステージ・ナンバーワン」（Soundstage #1）という別のバンドに加入した。同バンドで歌唱を担当していたのがジャニス・ジョンソンである。
ジャニス (1956年出) は、父親がミュージシャンであったことから音楽に興味を持ち、やがてロサンゼルス界隈のジャズ・クラブで、マイルス・デイビスの前座をメインにヴォーカルをはじめた。後のメンバーとの邂逅は大学在学中にベーシストとして活動を始めたことがきっかけとされる。
ペリー加入後のサウンドステージ・ナンバーワンもまた同年暮れまでに解散を余儀なくされた。ペリーとジャニスは2人で音楽活動を続けることに決め、後、これにジャニスの元同僚 (サウンドステージ・ナンバーワンの女性歌手) カーリタ・ドーハンを加えて3人組として始動した。この時に生まれた、女性歌手2人を前面に推し出すという発想は、以降もグループの特徴をなした。

### 始動
ペリー、ジャニス、カーリタの3人はドラムなしで3曲ほど練習し、1か月後には地元ロサンゼルスのタレント・ショーに出演した。これを皮切りに、同じくロサンゼルスのクラブで、職業音楽家として一晩$50の仕事を獲るまでになった。しかし、ドラムなしのバンドは音楽に締まりを缺く、ということで同クラブでドラムを担当していたドナルド・ジョンソンを引き抜き、4人体制とすると、1972年の夏には、リード・シンガー（不詳）とコンガ奏者（不詳）を加えて6人体制となり、グループ名を「テイスト・オブ・ハニー」と改めた。命名の由来は、ジャニスお気に入りの楽曲「A Taste of Honey (邦題：蜜の味)」。
続いてグループはマネジメント会社と契約し、それに伴って仕事も増えていった。1973年には、米軍基地を巡業する所謂「米国慰問協会（USO）ツアー」の仕事を獲得し、韓国、日本 (返還まもない沖縄含む)、翌年には台湾、フィリピンなどを訪問した。1974年の東南アジア・ツアーでは、ヤマハ音楽振興会主催の「第5回世界歌謡祭」に出演し、「Life (Don't Have to Get You Down)」を披露した。

### 変動
経験を積んだ6人は、1975年2月、リード･シンガーをグレゴリー・ウォーカーに代え、ホーン奏者が二名（不詳）新規加入して8人体制となった。その後、カリフォルニア、スペイン、モロッコ、アラスカなどを巡業したが、大所帯となったグループはその維持が困難になり、1975年中頃、ロサンゼルスに戻るやホーン（不詳）とコンガ（不詳）を外して五人体制に縮小した。
1976年初め頃にはリード・シンガーのグレゴリーが、かのカルロス・サンタナ率いる「サンタナ」（Santana）参加の為に脱退、さらにカーリタまでも個人的な理由で脱退し、グループは存続の危機を迎えた。とりわけ、カーリタはギター担当であった為、ギター奏者の発掘は急務となった。そこに現れたのがヘイゼル・ペイン（1954年生）である。

### 新生
ヘイゼルもジャニスもロサンゼルス生まれで、お互いに以前からの顔馴染みであった。ヘイゼルは常に数組の地元バンドをかけもちしてギターを演奏していたが、どれも解散、統合を繰り返していた。そんな中で電話をかけて来たのがジャニスであった。ヘイゼルはそれを気前良く引き受けた。
こうして、ジャニス (gt., ba., vo)、ヘイゼル (gt., vo.) の女性2人と、ペリー (kb.)、ドナルド (drs.) の男性2人からなる4人組の新生「テイスト・オブ・ハニー」が結成された。4人はいくつかのクラブでの出演を通して更に経験を積み、「エトセトラ」（Etc）では当時女優と歌手を掛け持ちしていたケリー・パターソンのバック・バンドの仕事を1週間の契約で引き受けたが、思いのほかの好評を受けた為、クラブお抱えバンドとして一年の契約を結んだ。同クラブでの常連としての出演は4人の知名度を上げ、業界に名が知れ渡るようになった。

### 契約
クラブで長らく他人の曲を演奏してきた四人は、次第に自分たちの曲を作りたいと考えるようになった。レコード会社との契約を勝ち取り、メジャー・デビューを飾ろうと、デモ・テープの制作を始めた頃、とある友人に依頼されて出演した結婚式にいあわせた参加者が四人の運命をかえた。その参加者はマイゼル・ブラザーズことラリーとフォンスを4人に紹介した。マイゼル兄弟はモータウン在籍時代にジャクソン5やドナルド・バードといった有名歌手や演奏家のプロデュースを手がけていた。更に四人が出演するクラブで演奏を聴いたマイゼル兄弟が、今度はキャピトル・レコードの重役ラーキン・アーノルドに紹介した。初回のオーディションでは採用とならなかったものの、3か月後の再オーディションで契約を勝ち取った4人は、晴れてメジャー・デビューを果たした。

### 栄冠
1977年、マイゼル兄弟とともに制作を開始し、『Boogie Oogie Oogie』のリズム･トラックが録音された。翌年にヴォーカルを録音して完成した同曲は、ラーキンの判断で即座に発売が決定された。同年4月にシングルとして、翌月にはアルバムが発表され、4人はついに全米デビューを果たした。ソウル・チャート83位で初登場した同曲はその後急上昇を続け、8月に首位を勝ち取ると、25週間にわたってチャート・インを続けた。知名度をあげた4人はビルボード社主催の「Disco Forum」でドナ・サマーらと並んで登場し、会場を驚かせた。シングルは最終的にディスコ・ポップス・ソウルの3チャートを制覇して見事3冠となり、おまけにシングルもアルバムもプラチナム・レコードに認定され、新人のデビュー盤としてはキャピタル有史以来の快挙となった。
同曲の大流行によって、4人はコモドアーズやテディ・ペンダーグラス、パーラメントなどの人気グループとともにツアーを行い、加えて当時人気の娯楽番組を総舐めにするほどの快進撃を続けた。極めつけは1979年2月の第21回グラミー賞で3部門に入選し、最優秀新人賞を受賞した。
グループ成功の最大の要因は何と言っても当時大流行をみせていたディスコで、1977年11月に上映された『サタデー・ナイト・フィーバー』が全米に与えた影響が大きかった。

### 現在
2作目『Another Taste』は商業的成功に至らず、その後ペリーとドナルドの男性2人が脱退し、ジャニスとヘイゼルの女性デュオとなった。3作目『Twice as Sweet』からは坂本九「上を向いて歩こう」の英語カバー「SUKIYAKI」が好評を博し、ソウル、アダルト･コンテンポラリー両チャートで全米1位、ポップ･チャートで3位を占めた。1980年代前半をもってバンドは解散したが、ジャニスはその後もソロ活動を続けている。

## 作品

### アルバム
| 発表年次 | 作品名                 | 配給元          |
| -------- | ---------------------- | --------------- |
| 1978     | A Taste of Honey       | Capital Records |
| 1979     | Another Taste          | Capital Records |
| 1980     | Twice as Sweet         | Capital Records |
| 1982     | Ladies of the Eighties | Capital Records |
| 1984     | One Taste of Honey     | Capital Records |